# Trygve Nygaard
Trygve Nygaard (Haugesund, 19 agosto 1975) è un ex calciatore norvegese, di ruolo centrocampista.

## Carriera

### Club
Nygaard iniziò la carriera professionistica con la maglia dello Haugesund, debuttando nella Tippeligaen il 20 aprile 1997, nella sconfitta per due a uno contro il Kongsvinger.
Nel 1998, passò al Viking. Militò nel club di Stavanger per quasi dieci anni, vincendo anche la Norgesmesterskapet 2001. Collezionò 171 presenze con la squadra, condite da 15 reti.
Nel 2008 tornò allo Haugesund, all'epoca militante nell'Adeccoligaen. Nel campionato seguente, diede il suo contributo per la promozione del club e restò in squadra anche per la Tippeligaen 2010. Si ritirò al termine del campionato 2013.

## Palmarès

### Giocatore

#### Club

##### Competizioni nazionali
- Coppa di Norvegia: 1

Viking: 2001